# バーンズリー
バーンズリー（英: Barnsley）は、イングランドのサウス・ヨークシャーにあるタウン。シェフィールドの北19km、リーズの南27km、ドンカスターの西23kmに位置している。
バーンズリーは、周辺のいくつかの小規模な居住区とともに、メトロポリタン・バラ・オブ・バーンズリーを形成している。このメトロポリタン全体の人口は、2001年の国勢調査では、218,063人であった。バーンズリーは、以前、石炭やガラス産業の中心都市として知られていたが、現在工場はほとんど残っていない。これらの産業は20世紀に衰えたが、これらの産業遺産に起源を持つ地域の文化は残された。町にはブラスバンドの伝統がある。

## スポーツ
- バーンズリーFC

## 姉妹都市
- シュヴェービッシュ・グミュント、ドイツ
- ゴルロフカ、ウクライナ

## 出身人物
- エド・クランシー - 自転車競技選手
- ゴードン・イマニュエル・チェリー - 都市計画家
- トミー・テイラー - サッカー選手
- ハドソン・テーラー - 宣教師
- ミック・マッカーシー - サッカー選手